# Bertil Renström
Karl Bertil Renström, född 8 juli 1913, Falun, död 3 augusti 1999, Malmö, var en svensk  författare och missionär. 
Renström var son till stationskarlen Walfrid Renström och Maria Källman. Han genomgick evangelistskolan 1932-1933 och därefter Svenska missionsförbundets skola 1934-1938. Följande år, 1939 reste han ut till Kongo som missionär. Bertil genomgick även en tandteknikerkurs 1944-1945. Tillsammans med Ragnar Widman skrev han boken Resan från Kongo vilken skildrade resan från Kongo till Sverige genom Europa under Andra världskriget.